# Maximilien-François d'Autriche
Maximilien François Xavier d'Autriche, né le 8 décembre 1756 à Vienne, mort le 27 juillet 1801 dans le quartier Hetzendorf de Vienne, est le dernier des enfants du couple impérial, François Ier et Marie-Thérèse.
Il est grand maître de l'ordre Teutonique (1780), évêque de Münster et archevêque-électeur de Cologne (1784). Titulaire de cet électorat et donc l'un des princes-électeurs du Saint-Empire.

## Biographie

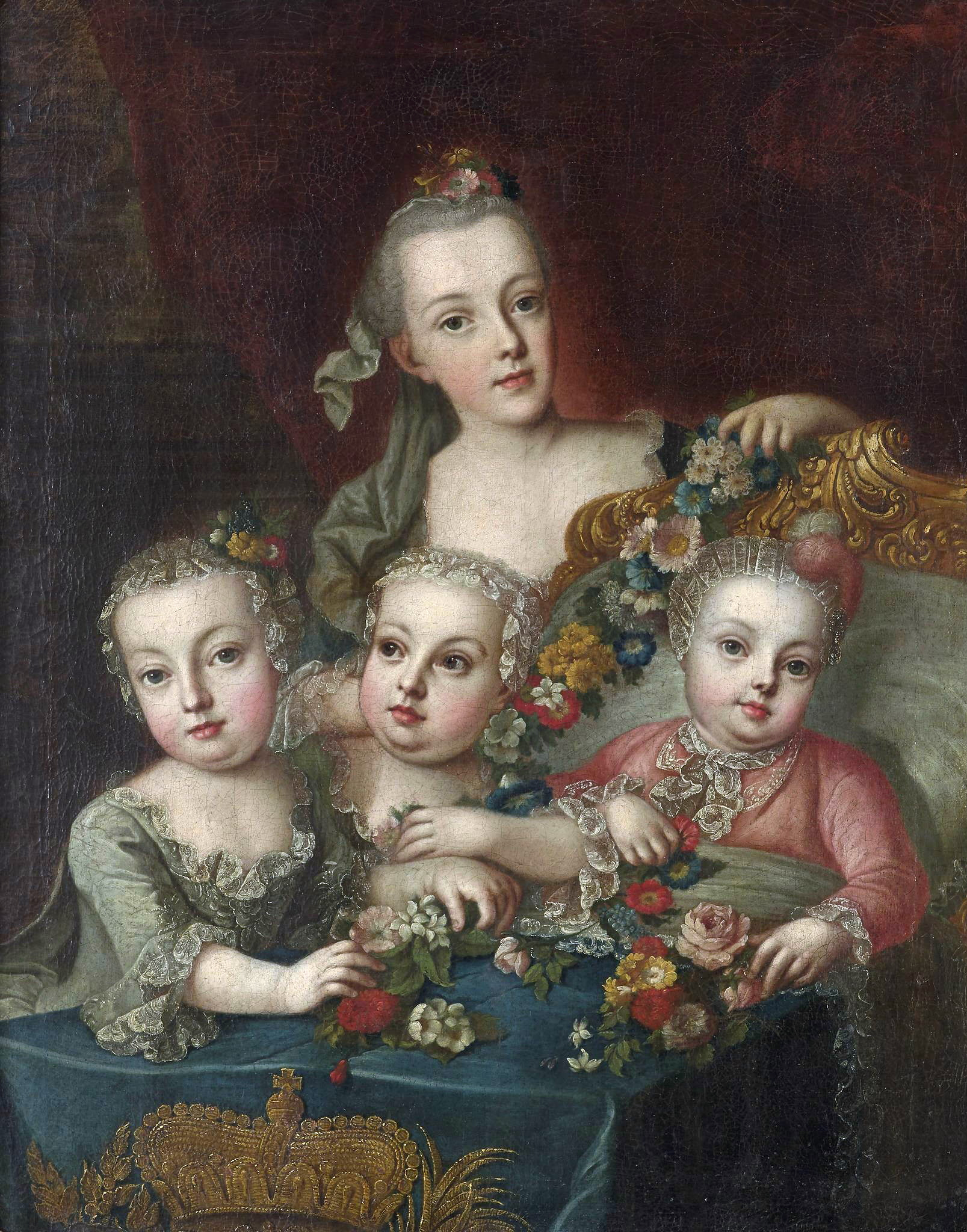
Maximilien François avec ses sœurs (arrière) Marie- Josèphe, (à gauche) Marie-Caroline et (au centre) Marie-Antoinette (1760).

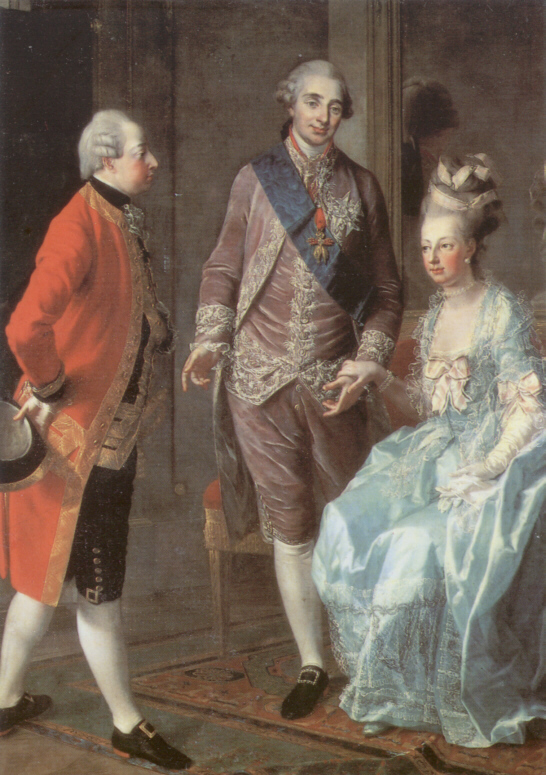
De g. à dr: Maximilien-François, son beau-frère Louis XVI de France et sœur aînée Marie-Antoinette.

Benjamin des seize enfants du couple impérial, il naît au début de la guerre de Sept Ans. Il n'a que quatre ans lorsque son frère aîné et héritier de la couronne épouse la princesse Marie-Isabelle de Bourbon-Parme et cinq quand naît sa nièce Marie-Thérèse d'Autriche. Si la guerre de Sept Ans n'a pu rendre à l'Autriche sa puissance dans l'Empire, les années 1760 sont marquées par la mort de cinq membres de sa fratrie ainsi que de l'empereur, l'avènement de son frère aîné au trône impérial en 1765 ainsi que la  réconciliation entre les maisons d'Autriche et de France, réconciliation concrétisée par les mariages des frères et sœurs survivants de l'archiduc avec des membres de la maison de Bourbon.
En 1768, Marie-Caroline épouse le roi de Naples et de Sicile, en 1769 Marie-Amélie épouse le duc de Parme, en 1770, Marie-Antoinette épouse le roi de France.
L'archiduc est donc le frère de la reine de France Marie-Antoinette, il vient lui rendre visite le 7 février 1775 presque cinq ans après qu'elle a rejoint sa nouvelle patrie en avril 1770. Selon l'usage et pour garder à son périple un caractère aussi privé que possible, l'archiduc - qui a à peine 18 ans - voyage sous un pseudonyme : comte de Burgau. La rencontre a lieu au château de la Muette. 
Les Parisiens sont vexés de son indifférence pour leur ville et se moquent de ses maladresses, par exemple au vieux Buffon qui voulait lui offrir un présent, il répond « Je serais bien fâché de vous en priver ».
Une chute de cheval pendant la guerre de Succession de Bavière (1778-1779) l'oblige à quitter la carrière des armes à l'âge de 22 ans et le destine à l'épiscopat. Peu après, il succède à son oncle Charles Alexandre de Lorraine (1712-1780) en tant que grand maître de l'ordre Teutonique. En 1784, il devient archevêque de Cologne et à ce titre l'un des huit électeurs de l'empereur. Il soutient la candidature de son frère Léopold II en 1790 et de son neveu François II en 1792.
Il est l'un des premiers mécènes de Beethoven à qui il a fait rencontrer Mozart et qu'il a envoyé ensuite en formation chez Haydn. Beethoven voulait lui dédier sa première symphonie comme l'atteste une de ses lettres à Franz Anton Hoffmeister, mais la mort prématurée de Maximilien-François met fin à leur collaboration.
Féru de musique, Maximilien-François possédait de nombreuses partitions notamment de Haydn, Mozart, Pleyel et Salieri. Il a fait compiler un inventaire de 3 400 œuvres musicales conservées actuellement à Modène, un témoignage remarquable de la vie musicale à Bonn et Cologne à la fin du XVIIIe siècle.  
L'emprisonnement, la condamnation et l'exécution de son beau-frère Louis XVI de France et de sa sœur Marie-Antoinette le choquent.
Par ailleurs, il accueille plusieurs ecclésiastiques français qui refusent de prêter serment à la constitution civile du clergé dont l'archevêque de Rouen, avant de devoir lui-même fuir devant les troupes révolutionnaires françaises. Il trouve refuge dans son pays natal auprès de son neveu l'empereur François II et meurt à Vienne en 1801 à l'âge de 44 ans.